# باسل خطیب
باسل خطیب (به عربی: باسل الخطیب)، (۶ مه ۱۹۶۲ در هیلفرسوم هلند -)، یک کارگردان فیلم‌های سینمایی و تلویزیونی اهل سوریه است.

## زندگی
۶ مه ۱۹۶۲ در هیلفرسوم هلند در خانواده‌ای مهاجر با اصلیت فلسطینی به دنیا آمد. وی از سال ۱۹۶۳ به سوریه آمد و به همراه خانواده‌اش در دمشق زندگی می‌کند. وی فرزند یوسف خطیب شاعر فلسطینی است.
باسل الخطیب با دیانا جبور کارگردان تلویزیون سوریه ازدواج کرد. وی دانش‌آموختهٔ کارگردانی فیلم و تلویزیون از مؤسسه عالی سینمای مسکو (VGIK) است. باسل خطیب از ۱۹۹۲ در سینما و تلویزیون فعالیت کرده است.

## تحریم در جشنواره کن
باسل خطیب در گفتگو با روزنامه مصری الشروق گفت که فیلم مریم را با موضوع حوادث جنگ داخلی سوریه برای شرکت در جشنواره فیلم کن ارسال کرده، اما مسئولان جشنواره نامه‌ای برای وی فرستاده‌اند و اظهار داشته‌اند که این فیلم از ارزش هنری بالایی برخوردار است، اما به این دلیل که توسط وزارت فرهنگ سوریه تهیه شده است نمی‌تواند در این جشنواره پذیرفته شود.

## آثار
- مریم، ۲۰۱۲، فیلم سینمایی
- ناصر، ۲۰۰۸، سریال تلویزیونی
- ابوزید الهلالی، ۲۰۰۵، سریال تلویزیونی
- موکل الاباء، ۲۰۰۵، فیلم سینمایی
- نزار قبانی، ۲۰۰۵، فیلم سینمایی
- بازگست به حیفا، ۲۰۰۴، سریال تلویزیونی
- هولاکو، ۲۰۰۲، سریال تلویزیونی
- زی قار، ۲۰۰۱، سریال تلویزیونی